# دورودی (تفتان)
دورودی یا دورودی تمندان ولان روستایی در دهستان تفتان جنوبی بخش نوک آباد شهرستان تفتان استان سیستان و بلوچستان ایران است.

## جمعیت
بر پایه سرشماری عمومی نفوس و مسکن در سال ۱۳۹۵ جمعیت این مکان ۳۶۸ نفر (۹۴خانوار) بوده‌است.